# Москва, Стефан
Сте́фан Мо́сква (пол. Stefan Moskwa, 27 сентября 1935 года, Воля-Мала, Подкарпатское воеводство, Польша — 18 октября 2004 года, Пшемысль, Польша) — католический прелат, ректор Высшей духовной семинарии в Пшемысле, вспомогательный епископ епархии Пшемысля с 30 ноября 1983 года по 18 октября 2004 год.

## Биография
С 1953 по 1959 год обучался в Высшей духовной семинарии ив Пшемысле, затем – на богословском факультете Люблинского католического университета, по окончании которого в 1966 году получил научную степень доктора богословия. С 1971 по 1972 год обучался в Парижском католическом институте.
7 июня 1959 года Стефан Москва был рукоположён в священника епископом Францишеком Бардой. C 1976 по 1986 год был ректором Высшей духовной семинарии в Пшемысле.
30 ноября 1983 года Римский папа Иоанн Павел II назначил Стефана Москву титулярным епископом Гиру-Монса и вспомогательным епископом епархии Пшемысля. 8 января 1984 года состоялось рукоположение Стефана Москвы в епископа, которое совершил епископ Пшемысля Игнацы Марцин Токарчук в сослужении с титулярным епископом Дицеса Болеславом Лукашом Таборским и титулярным епископом Бизульдино Тадеушом Богуславом Блазкевичем.
Скончался 18 октября 2004 года в Пшемысле.